# رودان (سرباز)
رودان هي قرية تقع في قسم سركور الريفي، وسط مقاطعة سرباز من محافظة سيستان وبلوشستان الإيرانية.

## السكان
بحسب التعداد العام للسكان والمساكن عام 2016، بلغ عدد سكان هذه القرية 19 نسمة موزعة على 4 أسر.